# ولي محمد خان
ولی محمد خان كان زعيمًا لسلالة أشتارخانيد (تقي تيموريد، جانيد) في خانية بخارى من 1605 إلى 1611 م. وهو ابن جاني بك [الإنجليزية].
بعد وفاة شقيقه باقي محمد خان [الإنجليزية]، تولى ولى محمد خان السلطة لكنه واجه معارضة من إمام قولي خان [الإنجليزية] .
في الصراع على السلطة، دعمت النخبة السياسية في بخارى ولي محمد، وهو عضو أكبر سنًا في العائلة التقية-التيمورية، والذي كان حاكمًا في بلخ وبدخشان.
لم يكن فالي محمد خان هو الاختيار الشعبي ليصبح زعيمًا، وقد حشد الإمام قولي خان دعم العديد من الناس، وخاصة التجار وأصحاب الأراضي. عند سماعه بمحاولة اغتيال منظمة بشكل جيد، فر فالي محمد خان من المنطقة وتوجه إلى قصر الشاه عباس الأول لمحاولة حشد الدعم. ألزم عباس الخان، وأعطاه جيشًا وأعاده إلى بخارى، لكن محاولة سحق التمرد باءت بالفشل ومات فالي محمد خان. وخلفه الإمام قولي خان.